# 金边皇家大学
金边皇家大学是柬埔寨国立大学，位于首都金边。成立于1964年，是柬埔寨全国最大的大学。它承载超过21,000名学生在大學部(本科)和研究生课程。它提供如科学，人文和社会科学，工程學，發展科學，教育學，外國語文學，以及职业课程，如信息技术，电子，心理学，旅游等领域的各个领域学位。 RUPP通过外语学院提供柬埔寨最重要的学位层次的语言课程。 RUPP已经正式加入东盟大学网络（AUN）。

## 外部連接
- Royal University of Phnom Penh （页面存档备份，存于） homepage